# Bowadzor
Bowadzor – wieś w Armenii, w prowincji Lorri. W 2011 roku liczyła 231 mieszkańców.